# Kleiner Jasmunder Bodden

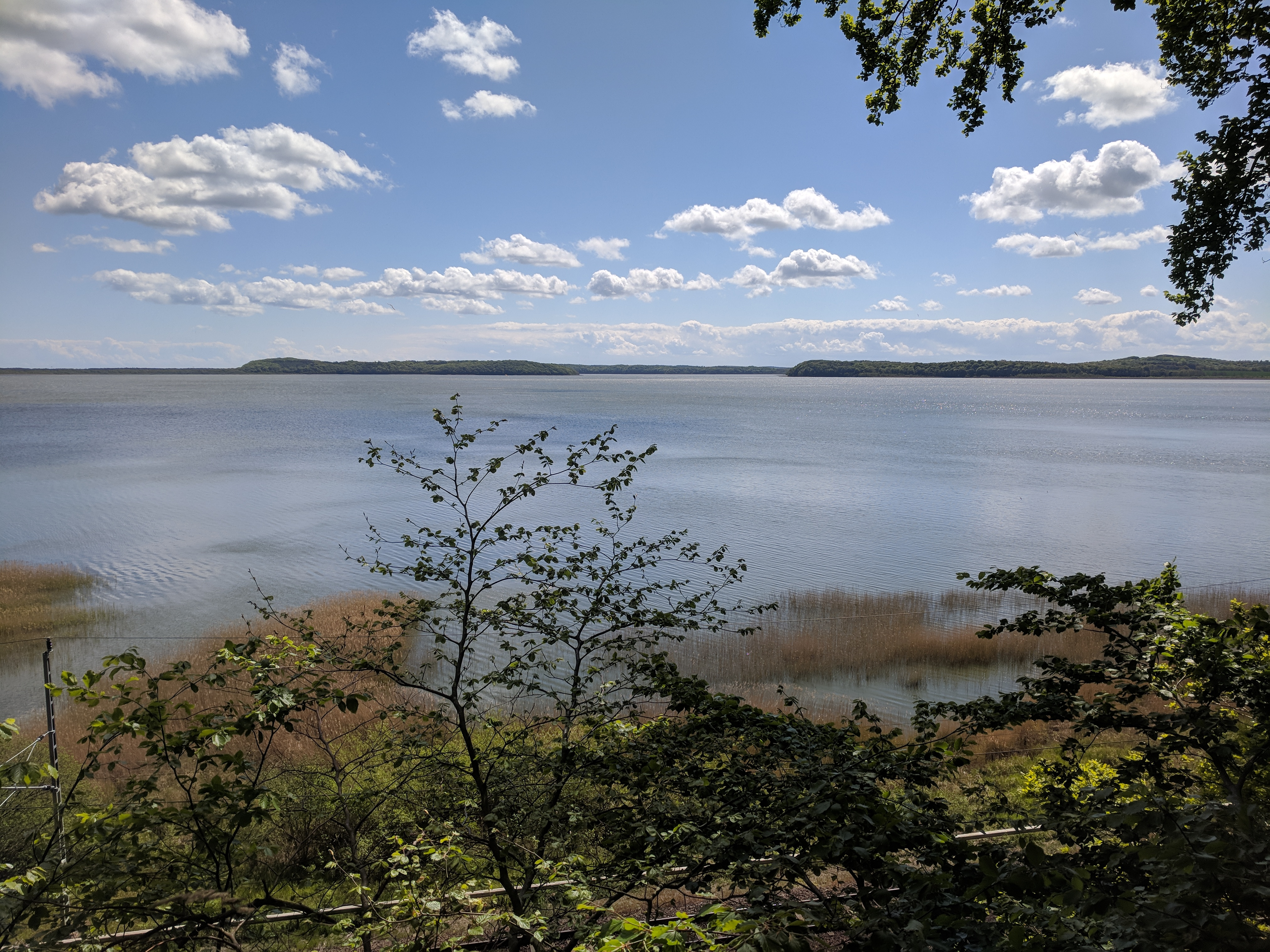
Der Kleine Jasmunder Bodden

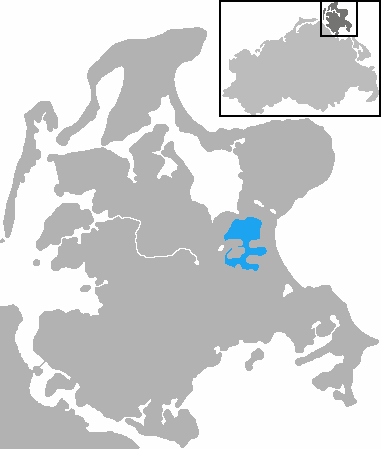
Lage des Kleinen Jasmunder Boddens

Der Kleine Jasmunder Bodden gehört zu den Nordrügener Bodden und ist ein Randgewässer der südlichen Ostsee innerhalb der Insel Rügen. Er ist rund sieben Kilometer lang und maximal fünf Kilometer breit (teilweise auch wesentlich schmaler). Er besitzt eine Fläche von 28,4 Quadratkilometern.
Die Wasserfläche ist im Norden von der Halbinsel Jasmund, im Osten von der Nehrung der Schmalen Heide und im Süden vom Hauptteil der Insel Rügen, dem Muttland, begrenzt. Im Nordwesten existiert bei Lietzow über einen Ablauf mit Schleuse eine Verbindung zum Großen Jasmunder Bodden. Die Trennung der beiden Bodden erfolgte erst 1869 durch Aufschüttung eines Dammes (Bundesstraße 96 und Bahnstrecke Stralsund–Sassnitz). Durch diesen Damm wurde der Bodden mehr oder weniger ein See. Die Küste des Boddens ist relativ stark gegliedert, so ragen von Osten die Halbinsel Buhlitz und Thießow, im Westen die Halbinseln Stedar und Pulitz weit in den Bodden. Letztere ist als Naturschutzgebiet Pulitz ausgewiesen.
Das Wasser des Kleinen Jasmunder Boddens ist kaum salzhaltig, da keine direkte Verbindung mehr zur Ostsee besteht. Der Kanal zum Großen Jasmunder Bodden, der auch nur einen Salzgehalt von 0,6 bis 0,7 Prozent hat, reicht für einen kontinuierlichen Salzeintrag nicht aus. Der Bodden gilt als fischreich. Die Wasserqualität ist aber durch die Einleitungen des Klärwerkes Bergen schlecht und die Eutrophierung stark vorangeschritten. Eine Verbesserung der Wasserqualität wird aber weiterhin angestrebt. So wurde das Moorgebiet der Ossen-Niederung bei Buschvitz renaturiert und eine freie Verbindung zwischen dem Ossen und dem Kleinen Jasmunder Bodden geschaffen. Auch soll der Damm zum Großen Jasmunder Bodden und auch der Damm zwischen Stedar und der Halbinsel Pulitz geöffnet werden.
Anfang des Jahres 2022 kam es zu einem Fischsterben. Die Ursache wurde noch nicht geklärt.

## Nachweise
1. ↑  Ein Moor ist zurück: Niederung des Ossens ist renaturiert
2. ↑  Damm zwischen den Bodden soll geöffnet werden
3. ↑  Rügen: Rätsel um Fischsterben geht weiter. In: ndr.de. 5. Februar 2022, abgerufen am 6. März 2022.
4. ↑  Fischsterben auf Rügen: WWF und Ministerium uneins über Ursache. In: ndr.de. 19. Januar 2022, abgerufen am 6. März 2022.